# Francisco Nicolau Carneiro Nogueira da Costa e Gama
Francisco Nicolau Carneiro Nogueira da Costa e Gama, primeiro e único barão com grandeza de Santa Mônica ComNSC (Rio de Janeiro, 28 de setembro de 1832 – Caxambu, 22 de outubro de 1885), foi um aristocrata, político e fazendeiro brasileiro.

## Biografia

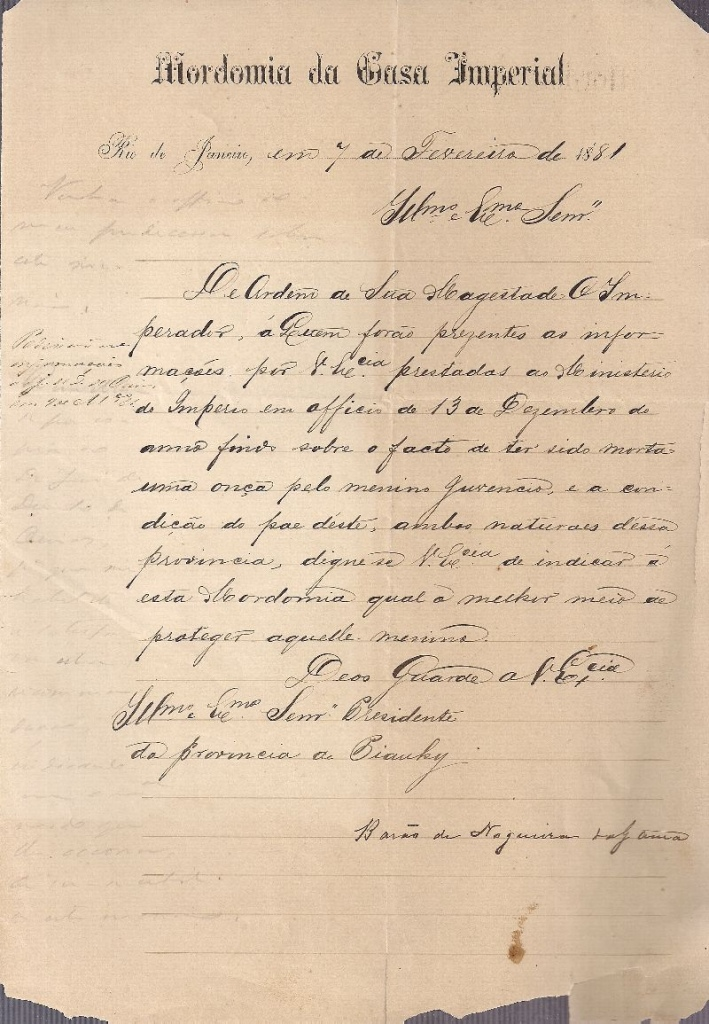
Documento em que assinou no cargo de Mordomo da Casa Imperial, cargo atualmente equivale à Casa Civil da Presidência da República.

Filho de Manuel Jacinto Nogueira da Gama, Marquês de Baependi, e de D. Francisca Mônica Carneiro da Costa. Era neto materno da Baronesa de São Salvador de Campos; irmão de Brás Carneiro Nogueira da Costa e Gama, Conde de Baependi; e de Manuel Jacinto Carneiro Nogueira da Costa e Gama, Barão de Juparanã.
Exerceu cargos no Paço Imperial, foi Moço Fidalgo, Fidalgo Cavaleiro, Veador, etc. Também se elegeu para cargos políticos como Deputado Provincial. Era fazendeiro e possuía a Fazenda de Santa Monica, em Valença (RJ), cujo imenso casarão hoje pertence ao Ministério da Agricultura.
Casou-se com sua prima D. Luísa do Loreto Carneiro Viana de Lima e Silva (1833-1902), baronesa consorte de Santa Mônica, filha dos duques de Caxias, Luís Alves de Lima e Silva e D. Ana Luísa Carneiro Viana, sendo neta paterna do Barão da Barra Grande (Brigadeiro Francisco de Lima e Silva, membro da regência trina) e bisneta materna da Baronesa de São Salvador de Campos. Pais de:
1. Francisca Mônica do Loreto Lima Nogueira da Gama (1854-1879) que se casou com Dr. Dom Carlos de Sousa da Silveira. Sem descendência.
2. Ana do Loreto Lima Nogueira da Gama (1855-1859), falecida criança.
3. Joaquina do Loreto Lima Nogueira da Gama (1858-1883) que casou-se com Dr. Manuel Pinto Neto da Cruz Sobrinho, neto paterno do Barão e da Viscondessa de Muriaé, e bisneto do primeiro Barão de Santa Rita. Sem descendência.
4. Luísa do Loreto Lima Nogueira da Gama (1859-1877), solteira.
5. Mariana do Loreto Lima Nogueira da Gama (1861-1875), falecida criança.
6. Francisco Nicolau de Lima Nogueira da Gama (1862-1896), que se casou com sua prima D. Mariana do Loreto de Lima Carneiro da Silva, filha de Manuel Carneiro da Silva, Visconde de Ururaí, neta paterna do primeiro Visconde de Araruama e bisneta do primeiro Barão de Santa Rita; sendo neta materna do Duque de Caxias. Com descendência (Este ramo tem ligação dupla com Caxias, por descender de suas duas filhas).
7. Rosa Mônica do Loreto Lima Nogueira da Gama (1865-1882), que se casou com Doutor Augusto Mariano Gavinho Ribeiro de Castro, bisneto do primeiro Barão de Santa Rita e do Barão e da Viscondessa de Muriaé. Com descendência.
8. Julia do Loreto Lima Nogueira da Gama (1867-1874), falecida criança.
9. Luís Alves de Lima e Silva (1869-1870), gêmeo, falecido criança.
10. Manuel Jacinto de Lima Nogueira da Gama (1869-1870), gêmeo, falecido criança.
Era coronel reformado da Guarda Nacional, veador de S.M. a Imperatriz, comendador das ordens de Cristo, no Brasil, de Nossa Senhora da Conceição de Vila Viçosa, de Portugal, e de São Gregório Magno, da Santa Sé.